# Tom Aspinall
Thomas Paul Aspinall (Leigh, 11 aprile 1993) è un artista marziale misto e pugile britannico.
Combatte nella divisione dei pesi massimi per l'organizzazione statunitense UFC. Da giugno 2025, è l'attuale campione di categoria, a seguito del ritiro di Jon Jones.

## Biografia
Aspinall ha iniziato ad allenarsi nelle arti marziali all'età di sette anni seguendo le orme di suo padre. All'età di 16 anni, Aspinall subì una rapida crescita: in un anno aumentò di 23 cm (da 173 cm a 196 cm). Dopo essersi allenato nel wrestling e nella boxe, passò al jiu-jitsu brasiliano.Ha vinto tutte le categorie del British Open di Brazilian Jiu-Jitsu tranne quella della cintura nera. Dopo che suo padre divenne istruttore di jiu-jitsu del Team Kaobon, Aspinall si interessò alle arti marziali miste e alla fine passò allo sport. Ha origini polacche.

## Risultati nelle arti marziali miste
| Risultato | Record | Avversario          | Metodo                               | Evento                                  | Data              | Round | Tempo | Città                          | Note |
| --------- | ------ | ------------------- | ------------------------------------ | --------------------------------------- | ----------------- | ----- | ----- | ------------------------------ | --- |
| Vittoria  | 15-3   | Curtis Blaydes      | KO (pugni)                           | UFC 304                                 | 27 luglio 2024    | 1     | 1:00  | Manchester, Inghilterra        | Difende il titolo dei pesi massimi UFC ad interim, poi promosso a campione indiscusso per la resa vacante del titolo dei pesi massimi da parte di Jon Jones |
| Vittoria  | 14-3   | Sergej Pavlovič     | KO (pugni)                           | UFC 295                                 | 23 novembre 2023  | 1     | 1:09  | New York, Stati Uniti          | Vince il titolo dei pesi massimi UFC ad interim |
| Vittoria  | 13-3   | Marcin Tybura       | KO tecnico (gomitata e pugni)        | UFC Fight Night: Aspinall vs. Tybura    | 22 luglio 2023    | 1     | 1:13  | Londra, Inghilterra            | Performance of the Night |
| Sconfitta | 12-3   | Curtis Blaydes      | KO Tecnico (infortunio al ginocchio) | UFC Fight Night: Blaydes vs Aspinall    | 23 luglio 2022    | 1     | 0:15  | Londra, Inghilterra            | |
| Vittoria  | 12-2   | Aleksandr Volkov    | Sottomissione (straight armbar)      | UFC Fight Night: Volkov vs Aspinall     | 19 marzo 2022     | 1     | 3:45  | Londra, Inghilterra            | Performance of the Night |
| Vittoria  | 11-2   | Sergey Spivak       | KO Tecnico (pugni)                   | UFC Fight Night: Brunson vs Till        | 4 settembre 2021  | 2     | 0:26  | Las Vegas, Stati Uniti         | Performance of the Night |
| Vittoria  | 10-2   | Andrei Arlovski     | Sottomissione (rear-naked choke)     | UFC Fight Night: Blaydes vs Lewis       | 20 febbraio 2021  | 2     | 1:07  | Las Vegas, Stati Uniti         | Performance of the Night |
| Vittoria  | 9-2    | Alan Baudot         | KO tecnico (pugni)                   | UFC on Fight Night: Moraes vs Sandhagen | 10 ottobre 2020   | 1     | 0:49  | Abu Dhabi, Emirati Arabi Uniti | |
| Vittoria  | 8-2    | Jake Collier        | KO Tecnico (pugni)                   | UFC Fight Night: Whittaker vs. Till     | 26 luglio 2020    | 1     | 4:59  | Abu Dhabi, Emirati Arabi       | |
| Vittoria  | 7-2    | Mickael Ben Hamouda | KO Tecnico (pugni)                   | Cage Warriors 107                       | 28 settembre 2019 | 2     | 3:14  | Liverpool, Inghilterra         | |
| Vittoria  | 6-2    | Sofiane Boukichou   | KO Tecnico (infortunio)              | Cage Warriors 101                       | 16 febbraio 2019  | 3     | 5:00  | Liverpool, Inghilterra         | |
| Vittoria  | 5-2    | Kamil Bazelak       | KO (pugni)                           | Full Contact Contender 16               | 18 giugno 2016    | 2     | 2:30  | Bolton, Inghilterra            | |
| Sconfitta | 4-2    | Łukasz Parobiec     | Squalifica (Gomitata illegale)       | BAMMA 25                                | 14 maggio 2016    | 3     | 5:00  | Birmingham, Inghilterra        | |
| Vittoria  | 4-1    | Adrian Ruskac       | KO tecnico (pugni)                   | Full Contact Contender 15               | 5 marzo 2016      | 1     | 2:18  | Bolton, Inghilterra            | |
| Sconfitta | 3-1    | Stuart Austin       | Sottomissione (Heel Hook)            | BAMMA 21                                | 13 giugno 2015    | 1     | 4:35  | Birmingham, Inghilterra        | |
| Vittoria  | 3-0    | Satisch Jhamai      | KO tecnico (pugni)                   | BAMMA 19                                | 28 marzo 2015     | 1     | 5:00  | Blackpool, Inghilterra         | |
| Vittoria  | 2-0    | Ricky King          | Sottomissione (Heel Hook)            | BAMMA 18                                | 21 febbraio 2015  | 1     | 0:21  | Wolverhampton, Inghilterra     | |
| Vittoria  | 1-0    | Michał Piszczek     | KO tecnico (pugni)                   | MMA Versus UK                           | 13 dicembre 2014  | 1     | 0:44  | Manchester, Inghilterra        | |

## Risultati nel pugilato
| Risultato | Record | Avversario    | Metodo | Evento              | Data           | Round | Tempo | Città                                  | Note    |
| --------- | ------ | ------------- | ------ | ------------------- | -------------- | ----- | ----- | -------------------------------------- | ------- |
| Vittoria  | 1-0    | Tamas Bajzath | KO     | Aspinall vs Bajzath | 24 Giugno 2017 | 4     | 1:24  | Wythenshawe Forum, Manchester, England | Debutto |

 Legenda
NC: no contest
KO: knockout
UD: decisione unanime
SD: decisione non unanime
SQ: squalifica
TKO: knockout tecnico. 